# خورشیدگرفتگی ۱۶ فوریه ۲۰۸۳
خورشیدگرفتگی ۱۶ فوریه ۲۰۸۳ (به انگلیسی: Solar eclipse of February 16, 2083) یک خورشیدگرفتگی از نوع خورشیدگرفتگی جزئی است. این خورشیدگرفتگی در تاریخ ۱۶ فوریه ۲۰۸۳ میلادی (‎۲۸ بهمن ۱۴۶۱ خورشیدی) روی خواهد داد که زمان اوج آن، ساعت ۱۸:۰۶:۳۶ به‌وقت ساعت هماهنگ جهانی است.